# سزار بنیتو
سزار بنیتو (اسپانیایی: Cesar Benito‎) موسیقی‌دان، آهنگساز، ترانه‌سرا، رهبر ارکستر و تهیه‌کننده موسیقی اهل اسپانیا است.
از فیلم‌ها یا مجموعه‌های تلویزیونی که وی در آن‌ها نقش داشته‌است، می‌توان به چه جوری تا همیشه زنده باشی اشاره نمود.